# Robert Pirès
Robert Emmanuel Pirès, född 29 oktober 1973 i Reims, Frankrike, är en före detta fransk professionell fotbollsspelare (yttermittfältare). Robert Pirès var med i den franska truppen som tog guld i VM 1998 och guld i EM 2000. Den 18 november 2010 blev han klar för spel i Aston Villa. När hans kontrakt med klubben gick ut i slutet av maj 2011 blev han släppt på fri transfer.

## Meriter
- VM i fotboll 1998, 2002
  - Världsmästare 1998
- EM i fotboll 2000, 2004
  - Europamästare 2000
- FIFA Confederations Cup-mästare 2001, 2003
- Premier League-mästare med Arsenal FC 2002 och 2004
- FA-cupvinnare med Arsenal 2002, 2003 och 2005
- Fransk ligacupvinnare med FC Metz 1996
- Årets spelare i England 2002